# Philipp Sichler

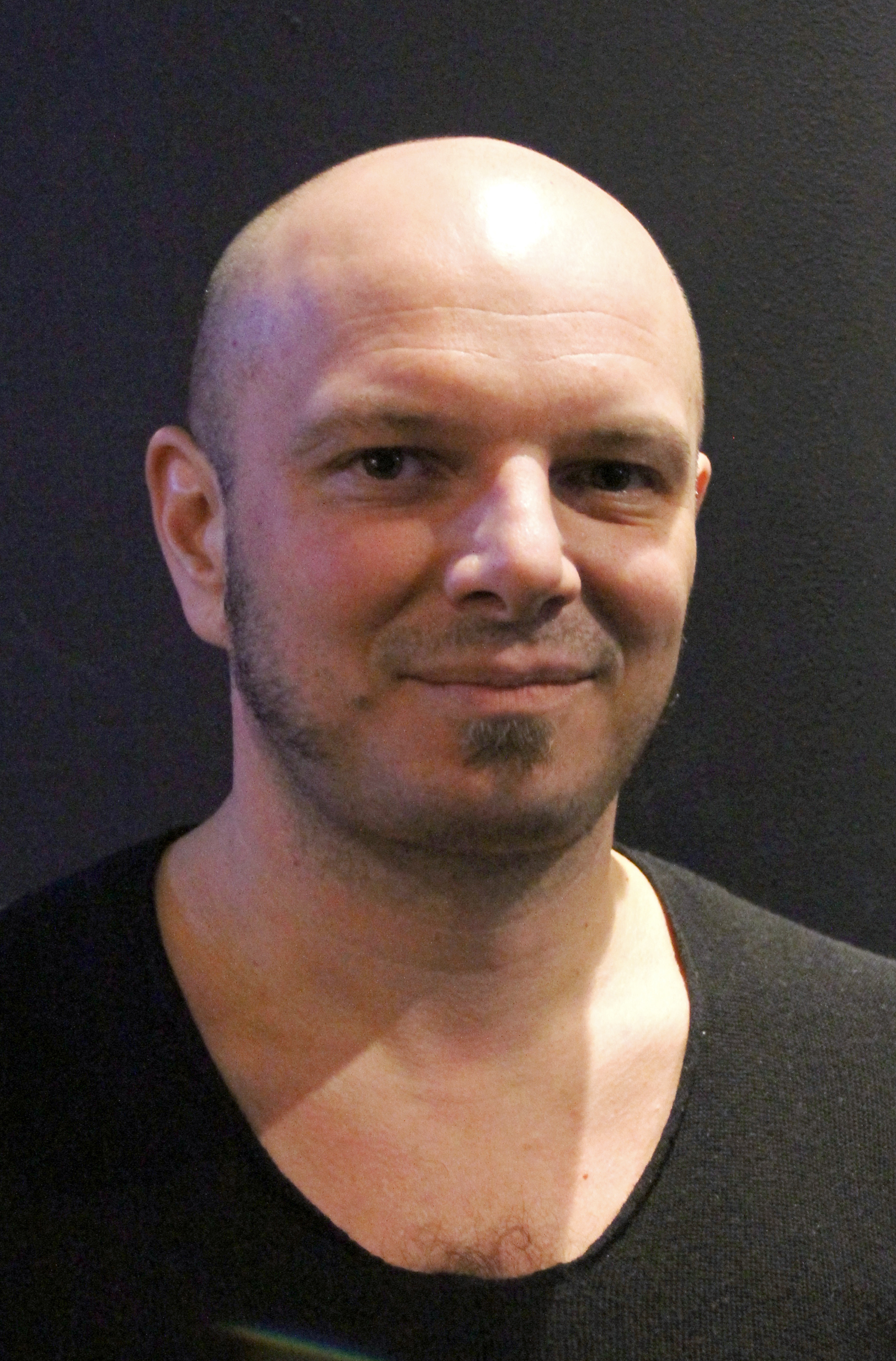
Philipp Sichler auf dem Max Ophüls Filmfestival 2015

Philipp Sichler (* 16. Juli 1974 in Spaichingen) ist ein deutscher Kameramann.
Sichler hat an der Filmakademie Baden-Württemberg von 1999 bis 2004 Kamera studiert. Er führt bei Kino- und Fernsehproduktionen die Kamera.
Er ist Mitglied im Berufsverband Kinematografie (BVK).

## Filmografie (Auswahl)
- 2005: Katze im Sack
- 2006: Peer Gynt
- 2006. Tatort: Schlaflos in Weimar (Fernsehreihe)
- 2007: Sperling – Sperling und die kalte Angst (Fernsehserie)
- 2007: Tatort: Schleichendes Gift
- 2008: Werther
- 2009: Vulkan
- 2010: Unter Verdacht: Laufen und Schießen (Fernsehserie)
- 2011: Hannah Mangold & Lucy Palm (Fernsehfilm)
- 2012: Tatort: Der traurige König
- 2013: Tatort: Macht und Ohnmacht
- 2013: Mordshunger – Verbrechen und andere Delikatessen (Fernsehserie, 2 Folgen)
- 2014: Tatort: Im Schmerz geboren
- 2014: Driften
- 2014: Der Usedom-Krimi: Mörderhus
- 2014: Letzte Spur Berlin (Fernsehserie, 1 Folge)
- 2015: Die Udo Honig Story
- 2016: Schweinskopf al dente
- 2016: Das weiße Kaninchen
- 2017: Tatort: Der scheidende Schupo
- 2017: Götter in Weiß
- 2018: Tatort: Borowski und das Haus der Geister
- 2018: Tatort: Friss oder stirb
- 2018: Die Galoschen des Glücks
- 2019: Der Usedom-Krimi: Winterlicht
- 2019: Zielfahnder – Blutiger Tango
- 2021: Für immer Eltern (Fernsehfilm)
- 2021: Die Toten von Marnow
- 2023: German Crime Story: Gefesselt
- 2023: Tatort: Love is Pain
- 2024: Bad Director
- 2024: Tatort: Es grünt so grün, wenn Frankfurts Berge blüh’n
- 2024: Finsteres Herz – Die Toten von Marnow 2
- 2025: Alpentod – Ein Bergland-Krimi: Alte Wunden (Fernsehreihe)
- 2025: Alpentod – Ein Bergland-Krimi: Gemeinsame Ziele (Fernsehreihe)

## Auszeichnungen
- 2003: Nominierung Deutscher Kamerapreis „Hier liegen sie alle“
- 2007: Deutscher Fernsehpreis, Beste Kamera „Sperling und die kalte Angst“
- 2013: Nominierung Deutscher Kamerapreis „Tatort Macht und Ohnmacht“
- 2015: Nominierung Sichuan Filmfestival „Best Cinematography“ für „Tatort im Schmerz geboren“
- 2015: Deutscher Regiepreis Metropolis, Beste Kamera „Tatort im Schmerz geboren“, „Der Usedom-Krimi: Mörderhus“
- 2017: Grimme-Preis für die Kameraarbeit, „Das weiße Kaninchen“